# Брагар, Роже
Роже Брагар (фр. Roger Bragard; 21 ноября 1903, Юи — 15 декабря 1985, Эттербек) — бельгийский музыковед.
Сын железнодорожного служащего. С шести лет начал учиться музыке в Намюре, и к тринадцатилетнему возрасту учителя Брагара рекомендовали ему профессиональную музыкальную карьеру, однако его родители, испуганные такой перспективой, напротив, прервали занятия сына музыкой. В результате Брагар окончил Льежский университет (1926) со специализацией в области классической филологии, защитив диссертацию «Об источниках „Основ музыки“ Боэция». Затем продолжил своё образование в Сорбонне под руководством Андре Пирро и в Schola Cantorum под руководством Амедея Гастуэ, занимался также композицией у Венсана д’Энди.
В 1927—1959 гг. Брагар преподавал древнегреческий и латинский языки в учебных заведениях Лимбурга, Вервье, Льежа и Брюсселя. Одновременно он продолжал музыковедческие штудии, посвящённые преимущественно древним и средневековым источникам. В 1934 г. был избран вице-президентом Льежского музыковедческого общества, в 1935 г. сменил Эрнеста Клоссона на кафедре истории музыки Брюссельской консерватории. В 1949 г. опубликовал двухтомную «Историю бельгийской музыки». Наиболее значительным музыковедческим трудом Брагара было признано полное научное издание средневекового трактата «Зеркало музыки» Якоба Льежского (1955—1974).
В 1957—1968 гг. Брагар занимал должность куратора брюссельского Музея музыкальных инструментов, полностью реорганизовал экспозицию, обеспечил стабильное пополнение бюджета.